# Lourdes Munguía
Lourdes Munguía  (Mexikóváros, Mexikó, 1960. december 12. –) mexikói színésznő.

## Élete és pályafutása
1960. december 12-én született Mexikóvárosban. Karrierjét 1979-ben kezdte. 1990-ben főszerepet játszott a Destino című telenovellában Juan Ferrara partnereként. 2010-ben szerepet kapott az Időtlen szerelemben. 2013-ban Lila szerepét játszotta a Mentir para vivir című sorozatban.

## Filmográfia

### Telenovellák
- Fiorella (Muchacha italiana viene a casarse) (2014) - Joaquina
- Mentir para vivir (2013) - Lila Martín Acosta de Sánchez
- Bűnös vágyak (Abismo de pasión) (2012) - Carolina "Carito" Meraz
- Por ella soy Eva (2012) - Juan Carlos szeretője
- A szerelem diadala (Triunfo del amor) (2011) - Marcela de Ríos
- Időtlen szerelem (Cuando me enamoro) (2010) - Constanza Monterrubio de Sánchez
- Hasta que el dinero nos separe (2010) - Laura Fernández del Villar "La Burguesa"
- Atrévete a soñar (2009) - Lucía
- Verano de amor (2009) - Violeta Palma
- Mindörökké szerelem (Mañana es para siempre) (2008-2009) - Dolores "Dolly" de Astorga #1
- Fuego en la sangre (2008) - María Libia Reyes de Robles
- Amar sin límites (2006) - Emilia
- Heridas de amor (2006) - Daira Lemans
- La esposa virgen (2005) - Aída Palacios
- Amar otra vez (2003-2004) - Estela Bustamante de Montero
- Así son ellas (2002) - Irene Molet de Villaseñor (Azucena Casablanca)
- Aventuras en el tiempo (2001) - Rosalba
- Por un beso (2000) - Prudencia Aguilar
- Rayito de luz (2000) - Mamá de Rayito
- DKDA Sueños de juventud (2000) - Paula Insuaín
- Szeretni bolondulásig (Por tu amor) (1999) - Alma Ledezma de Higueras / Myra Rivas
- Titkok és szerelmek (El privilegio de amar) (1998-1999) - Ofelia Beltrán
- Pueblo chico, infierno grande (1997) - Altagracia "La Cheraneca"
- Tú y yo (1996-1997) - Alejandra
- Agujetas de color de rosa (1994-1995)
- Destino (1990)- Cecilia Jiménez
- Muchachita (1986) - Rosa Sánchez
- Gabriel y Gabriela (1982) - Dora

### Sorozatok
- La rosa de Guadalupe (2008) - Irasema (1 epizód)
- Papá soltero (1988) - Paulina (epizód "La manzana de la discordia")
- Chespirito(1985) - (epizód "La Chimoltrufia Superestrella")

### Filmek
- Inesperado amor (1999)
- Me tengo que casar/Papá soltero (1995)
- ¿Cómo fui a enamorarme de ti? (1990)
- Los Camaroneros (1988)
- La muerte del palomo (1981)
- Amor a la mexicana (1979)